# Ландіс (Північна Кароліна)
Ландіс (англ. Landis) — місто (англ. town) в США, в окрузі Ровен штату Північна Кароліна. Населення — 3690 осіб (2020).

## Географія
Ландіс розташований за координатами 35°32′58″ пн. ш. 80°36′38″ зх. д. / 35.54944° пн. ш. 80.61056° зх. д. (35.549567, -80.610475).  За даними Бюро перепису населення США в 2010 році місто мало площу 9,27 км², з яких 9,04 км² — суходіл та 0,24 км² — водойми.

## Демографія
Згідно з переписом 2010 року, у місті мешкало 3109 осіб у 1267 домогосподарствах у складі 846 родин. Густота населення становила 335 осіб/км².  Було 1426 помешкань (154/км²).
Расовий склад населення:
| - 91,9 % — білих - 3,2 % — чорних або афроамериканців - 0,5 % — корінних американців - 0,5 % — азіатів - 3,0 % — осіб інших рас |

До двох чи більше рас належало 0,8 %. Частка іспаномовних становила 7,8 % від усіх жителів.
За віковим діапазоном населення розподілялося таким чином: 22,4 % — особи молодші 18 років, 60,0 % — особи у віці 18—64 років, 17,6 % — особи у віці 65 років та старші. Медіана віку мешканця становила 39,6 року. На 100 осіб жіночої статі у місті припадало 94,3 чоловіків;  на 100 жінок у віці від 18 років та старших — 88,8 чоловіків також старших 18 років.
Середній дохід на одне домашнє господарство  становив 51 625 доларів США (медіана — 45 179), а середній дохід на одну сім'ю — 56 671 долар (медіана — 49 344). Медіана доходів становила 36 581 долар для чоловіків та 41 607 доларів для жінок. За межею бідності перебувало 18,6 % осіб, у тому числі 34,3 % дітей у віці до 18 років та 12,9 % осіб у віці 65 років та старших.
Цивільне працевлаштоване населення становило 1526 осіб. Основні галузі зайнятості: освіта, охорона здоров'я та соціальна допомога — 19,7 %, будівництво — 15,7 %, роздрібна торгівля — 14,0 %.